# Raoul Courtois
Louis Adrien Raoul Courtois, dit Raoul Courtois, né le 23 avril 1901 à Chartres (Eure-et-Loir) et mort le 25 novembre 1984 à Aurillac (Cantal), est un journaliste et homme politique français.
Membre de la Section française de l'Internationale ouvrière (SFIO) et de la Confédération générale du travail (CGT), il rejoint le Parti communiste français (PCF) et devient secrétaire des Jeunesses communistes. Militant antifasciste et journaliste très actif, il devient secrétaire de rédaction du journal L'Humanité. Durant la Seconde Guerre mondiale, il adhère pleinement à la Collaboration et devient rédacteur régulier des organes de presse du Parti populaire français (PPF) et du journal L'Atelier.

## Biographie

### Début de vie et formation
Né en 1901 à Chartres, Raoul Courtois naît dans une famille aux revenus modestes, son père Florentin Courtois travaillant comme menuisier et sa mère  Augustine Aveline comme employé de maison. Envoyé faire sa scolarité à l'école primaire religieuse Saint-Benoît, il est bon élève mais rate son certificat d'étude en 1913 avant de l'obtenir l'année suivante.
Influencé par la presse pacifiste et socialiste puis par son entourage familial, il adhère à la Confédération générale du travail (CGT) puis à la Section française de l'Internationale ouvrière (SFIO). En 1920, il rejoint le Parti communiste français (PCF) récemment crée et devient secrétaire des Jeunesses communistes pour dans le même temps devenir trésorier du Comité syndicaliste révolutionnaire de la ville de Chartres. En 1921, il est élu secrétaire administratif de la Fédération du PCF d’Eure-et-Loir puis secrétaire adjoint de la fédération en 1923.

### Le journaliste communiste
Devenu journaliste, il écrit dans L'Humanité et dans les journaux antimilitaristes La Caserne, Le Conscrit ainsi qu'au journal communiste L'Avant-garde dont il devient l'administrateur en 1924. Condamné à de nombreuses reprises pour des articles et des diffusions de tracts, il est écroué pour 1 an à la prison de la Santé et 1000 F d'amende en novembre 1927, avec Jacques Doriot, pour des articles parus dans L'Avant-Garde. Après avoir échoué comme candidat communiste à Chartres en 1928, il est de nouveau condamné à 8 mois de prison et 2000 F d'amende pour appel à la désobéissance militaire mais le PCF décide alors de le faire militer illégalement à partir de février 1930. Appelé comme secrétaire de rédaction à L'Humanité, il est arrêté par les autorités en 1931 puis sort de prison le 19 avril 1932 ,.
Hostile au Front populaire et secrétaire adjoint de l'Union des syndicats d'Eure-et-Loir, il se rapproche du syndicaliste René Belin et écrit quelques articles dans son journal Syndicat : hebdomadaire du monde du travail.

### Le ralliement à la Collaboration
Ayant pleinement adhéré à la Révolution nationale et à la Collaboration, Raoul Courtois commence par écrire dans le journal L'Atelier à partir de 1941. Dans un article paru dans L'Appel intitulé Qu'elle était belle la révolution en juin 1940, il explique son revirement : 
« Pourquoi ne pas le dire ? Avant juin 1940, j'étais antifasciste. Avant juin 1940, pour beaucoup de français, dont j'étais, "fascisme" voulait dire "réaction sociale". On nous l'avait dit. Et nous l'avons cru (…) Je n'avais aucune tendresse pour la IIIe République, monstrueuse escroquerie morale. Je n'en avais pas d'avantage pour les chefs du Front populaire. J'ose même dire que je les haïssais plus que les leaders de l'autre camps (…) En bref, j'étais un adversaire irréductible des spoliations territoriales décidées à Versailles en 1919 et un partisan convaincu de l'entente Franco-Allemande. Cela peut paraître étrange de la part d'un antifasciste. C'était ainsi pourtant ».
Partisan d'une « France socialiste et nationale », il s'implique surtout sur la question syndicale au sein des journaux du Parti populaire français (PPF) comme L'Émancipation nationale et Le Cri du peuple dont il devient un rédacteur régulier.